# أريستيكا تشوابا
أريستيكا تشوابا (ولد في 4 أغسطس 1971) هو مدرب كرة قدم روماني ولاعب كرة قدم سابق، يشغل حاليًا منصب المدير الفني لنادي أدوانا لكرة القدم في الدوري الغاني الممتاز.

## المسيرة كلاعب
بدأ أريستيكا مسيرته الكروية مع نادي سي إس جيول بيتروشاني الواقع في مدينة بيتروشاني، ولعب معهم سبعة مواسم متتالية في كل من دوري الدرجة الأولى الروماني ودوري الدرجة الثانية الروماني. خاض أول مباراة له مع فريق جيول في موسم 1989–1990 من دوري الدرجة الأولى الروماني تحت إشراف المدرب جوجو تونكا.
في موسم 1995–1996 من دوري الدرجة الأولى الروماني، انتقل إلى أقدم مدينة رومانية، كونستانتسا، حيث وقع عقدًا لمدة عام واحد مع نادي فارول كونستانتسا، وشارك في بعض مباريات كأس الإنترتوتو الأوروبي لعام 1995، إلا أن فريقه خرج من دور الـ16 أمام نادي إس سي هيرنفين.
في الموسم التالي، عاد إلى نادي سي إس جيول بيتروشاني، حيث ساعد فريقه على الصعود إلى دوري الدرجة الأولى الروماني لموسم 1996–1997. وفي رومانيا، لعب أيضًا لأندية الدرجات الدنيا مثل إيه إف سي روكار بوخارست، جامعة كلوج، فوريستا فالتشيني، وإف سي أونيشتي، قبل أن ينتقل إلى الصين حيث لعب لمدة عامين مع نادي يونان هونغتا ونادي ووهان هونغجينلونغ. كما خاض تجربة احترافية في المملكة العربية السعودية مع نادي الشعلة، قبل أن يختتم مسيرته في إسبانيا مع نادي سي إي إسبورليس.

## المسيرة التدريبية
يحمل أريستيكا رخصة يويفا برو وهي أعلى مؤهل تدريبي في كرة القدم، حصل عليها عام 2018 من الاتحاد الروماني لكرة القدم، كما يحمل رخصة يويفا أ منذ عام 2005.

### الرجاء البيضاوي
بدأ مسيرته التدريبية في المغرب مع نادي الرجاء البيضاوي حيث عمل مساعدًا للمدرب ألكساندرو مولدوفان في الجولات الأولى من موسم 2005–2006 من الدوري المغربي. وخلال عامه كمساعد مدرب للنادي، ساعد الفريق على الفوز بكأس العرش المغربي عام 2005، كما ساهم في وصوله إلى نصف نهائي دوري أبطال أفريقيا 2005.

### المصري
انتقل بعد ذلك إلى مصر عام 2006، حيث عمل مجددًا كمساعد للمدرب ألكساندرو مولدوفان في نادي المصري البورسعيدي في الدوري المصري الممتاز.

### إف سي بالش
في عام 2007، عاد إلى رومانيا حيث عُيّن مدربًا لنادي إف سي بالش الناشط في دوري الدرجة الثالثة، وبقي معه حتى عام 2009.

### التضامن
خطوته التالية خارج رومانيا كانت إلى الكويت عام 2009، حيث عمل مجددًا كمساعد لكل من كوستيكا شتيفانيسكو وألكساندرو مولدوفان في نادي التضامن الرياضي الكائن في محافظة الفروانية، ضمن الدوري الكويتي الممتاز.

### شباب الأردن
بعد موسم واحد في الكويت، انتقل إلى الأردن عام 2010 حيث تولى تدريب نادي شباب الأردن، أحد أبرز الأندية الأردنية. وفي فترة قصيرة مع النادي العماني (مقره عمان)، قاد الفريق للوصول إلى نصف نهائي كأس الأردن 2011–2012، حيث خسر أمام النادي الفيصلي بمجموع 4–2.

### أدوانا ستارز
بعد أكثر من عام في آسيا، انتقل إلى القارة الأفريقية وتحديدًا إلى غانا، حيث عُيّن في أغسطس 2011 مديرًا فنيًا لنادي أدوانا ستارز في الدوري الغاني الممتاز خلفًا لهيربرت أدو. وقاد الفريق في مباريات دوري أبطال أفريقيا 2011، حيث خسر أمام الوداد البيضاوي المغربي بمجموع 3–1.

### صحم

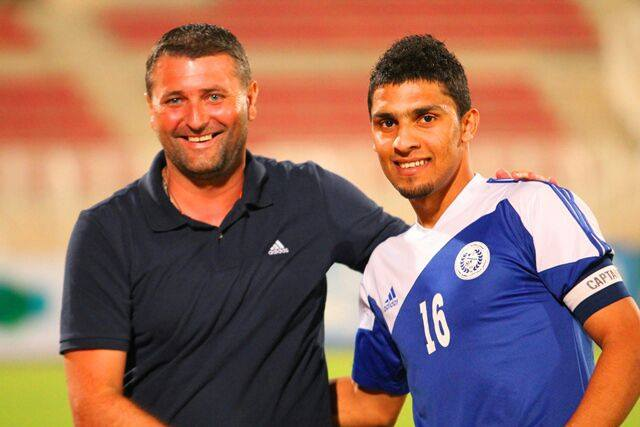
أريستيكا تشوابا ويعقوب القاسمي خلال موسم 2012–13 دوري النخبة العماني

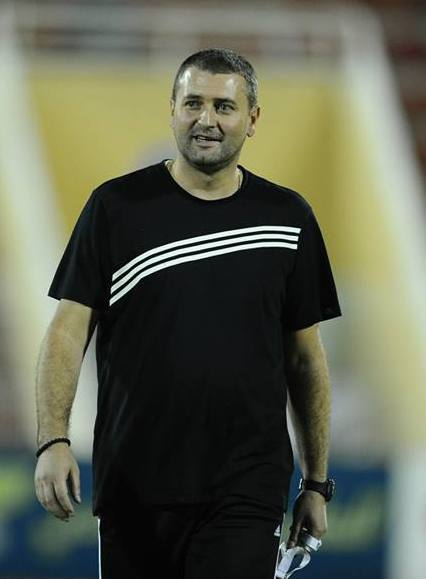
أريستيكا تشوابا خلال موسم 2012–13 دوري النخبة العماني

في عام 2012، انتقل مرة أخرى إلى الشرق الأوسط، وتحديدًا إلى سلطنة عمان، حيث تم تعيينه مديرًا فنيًا لنادي صحم. ساعد النادي القائم في مدينة صحم على الفوز بلقب دوري الدرجة الأولى العماني 2011–12 وبالتالي التأهل إلى دوري النخبة العماني 2012–13. كما ساعدهم على تحقيق مركز الوصيف في كأس الاتحاد العماني 2012–13. لكن بعد الجولة الثانية من دوري المحترفين العماني 2013–14، قررت إدارة نادي صحم الانفصال عن المدرب المولود في بيتروشاني.

### نادي العروبة
أثناء وجوده مع نادي صحم، انتشرت أخبار عن توليه تدريب نادي ميدياما الغاني. وبعد ذلك بوقت قصير، وقع عقدًا مدته سنتان ونصف مع النادي الغاني بقيمة 110,000 دولار أمريكي. إلا أن الاتفاق لم يكتمل، ونتيجة لذلك وقّع مع نادٍ عماني آخر هو العروبة.

### الشباب

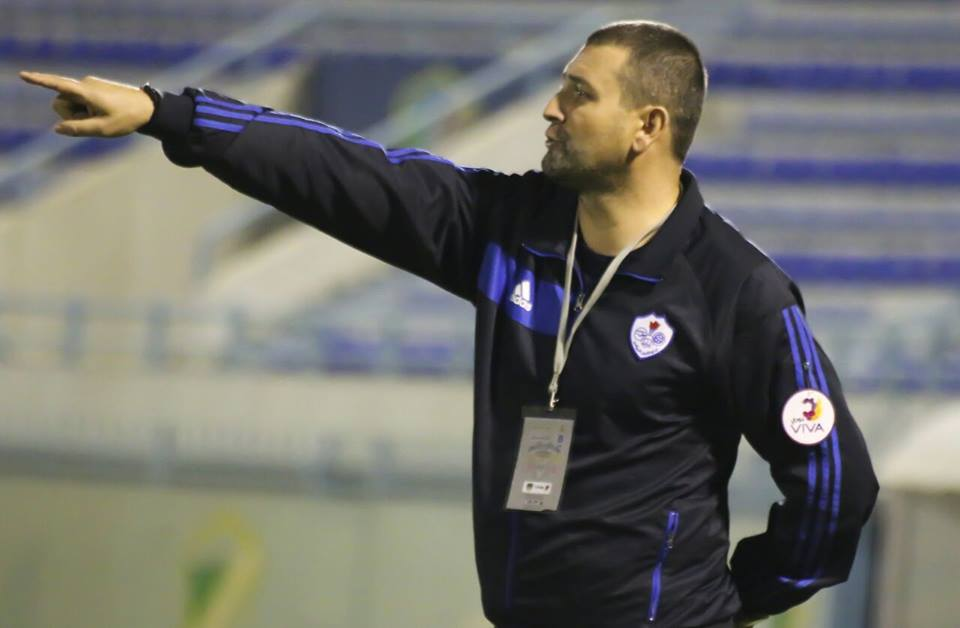
الدوري الكويتي الممتاز 2014–15
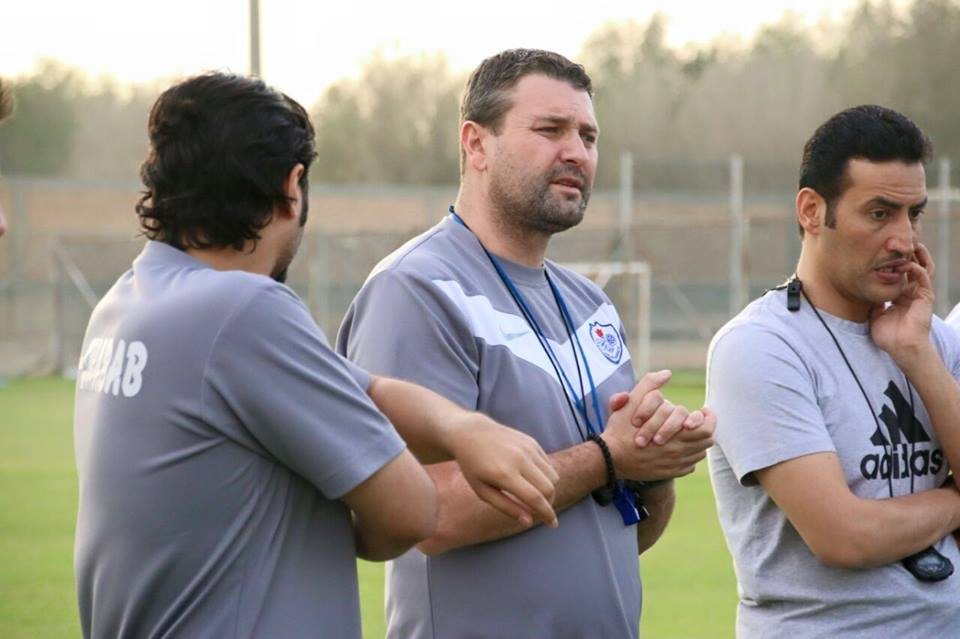
مع الجهاز الفني لنادي الشباب
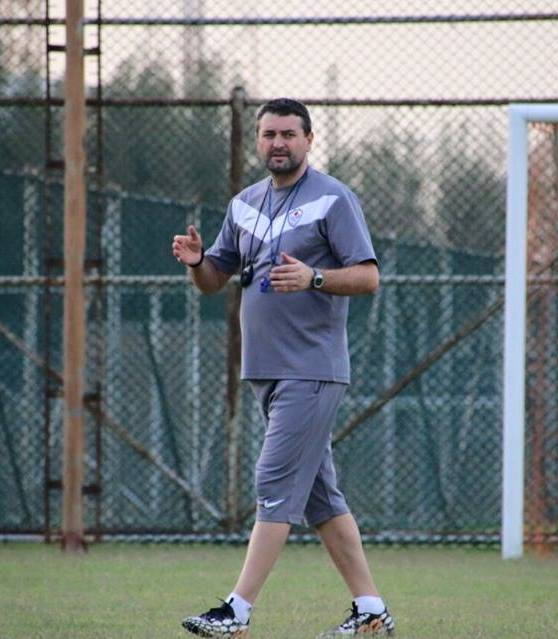
الدوري الكويتي الممتاز 2014–15

في 23 يوليو 2014، انتقل مرة أخرى إلى الكويت حيث تم تعيينه مديرًا فنيًا لنادي الشباب. أنهى فريقه الموسم في المركز الحادي عشر في الدوري الكويتي الممتاز 2014–15 برصيد 18 نقطة من 4 انتصارات و6 تعادلات، من بينها تعادل سلبي خارج الأرض ضد الفائزين بالبطولة نادي الكويت. في كأس أمير الكويت 2014–15، فاز فريقه أولًا 2–1 على الفحيحيل في الدور الأول لكنه خرج لاحقًا من البطولة بعد الخسارة 4–0 أمام خيطان في الدور الثاني. وفي كأس ولي العهد الكويتي 2014–15، فاز فريقه 12–11 بركلات الترجيح على الفحيحيل بعد التعادل 2–2 في الوقت الأصلي بالدور الأول، لكنه خرج لاحقًا بركلات الترجيح 4–1 أمام اليرموك بعد التعادل 2–2 في الوقت الأصلي في الدور الثاني. أما في كأس الاتحاد الكويتي 2014–15، فقد فشل فريقه في التأهل من دور المجموعات وأنهى المجموعة أ في المركز الخامس، متقدمًا على القادسية صاحب المركز السادس.

#### العودة إلى صحم

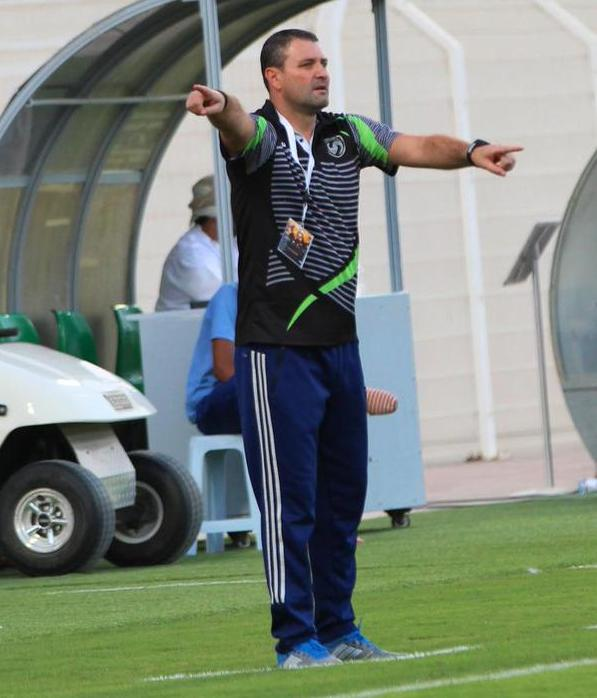
أرستيكا سيوبا – 2015–16 الدوري العماني للمحترفين

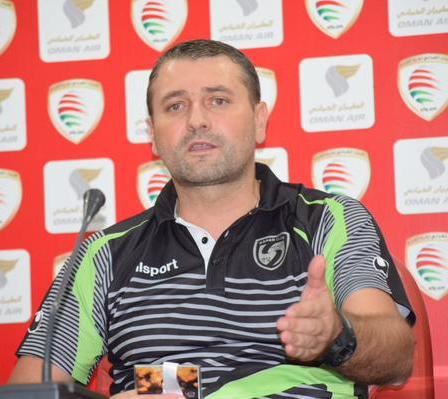
المؤتمر الصحفي
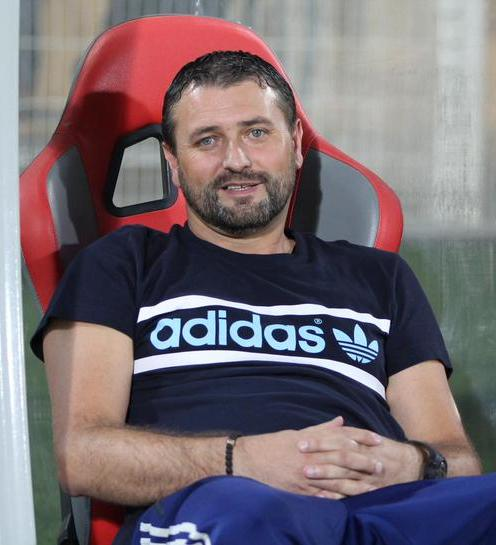
كأس دوري المحترفين العماني 2015–16
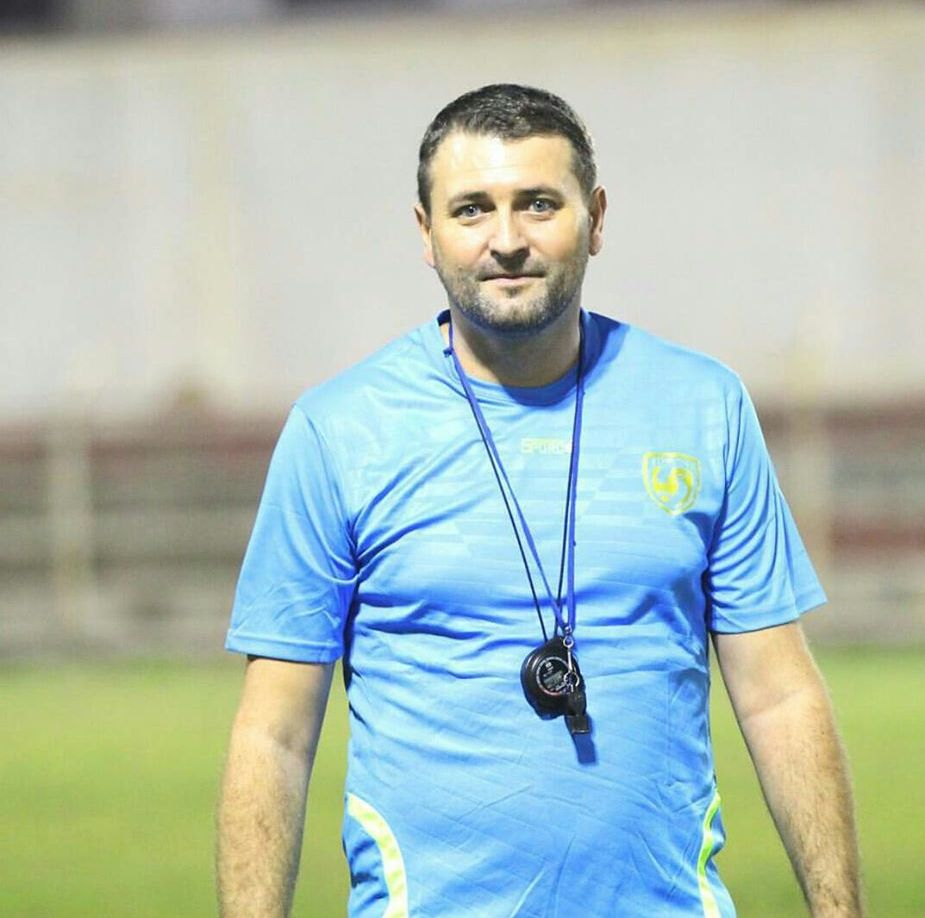
تدريب

في 24 يونيو 2015، عاد مرة أخرى إلى عمان، وفي 28 يونيو 2015 وقع عقدًا لمدة عام لتولي تدريب ناديه السابق صحم في دوري المحترفين العماني. بدأ النادي موسمه في دوري المحترفين العماني 2015–16 في 14 سبتمبر 2015 بفوز صعب 2–1 على الخابورة. كما قاد فريقه للتأهل إلى ربع نهائي كأس جلالة السلطان قابوس 2015–16 بعد فوز كبير 9–0 على بديع من دوري الدرجة الثانية في دور الـ32، وفوز بركلات الترجيح 5–3 بعد التعادل 2–2 أمام الشباب في دور الـ16. في 24 يناير 2016، قررت إدارة نادي صحم الانفصال عن المدرب الروماني.

### العودة إلى أدوانا ستارز
في مارس 2016، انتقل مجددًا إلى غانا، وتحديدًا إلى دورما أهينكرو، حيث تم تعيينه في 7 مارس مديرًا فنيًا لناديه السابق أدوانا ستارز لما تبقى من الدوري الغاني الممتاز 2016.

### نادي عزام
في 5 يناير 2017، وقع عقدًا لمدة عام لتولي تدريب نادي عزام التنزاني.

## الإنجازات

### لاعب
- جامعة كلوج: كأس الدوري (1998)
- بيهور أوراديا: وصيف دوري الدرجة الثانية الروماني (2002–03)

### مدرب
- الرجاء البيضاوي: كأس العرش المغربي (2005)
- نادي صحم: دوري الدرجة الأولى العماني (2011–12)؛ وصيف كأس الاتحاد العماني (2012–13)

## روابط خارجية
- Aristică Cioabă على موقع قاعدة بيانات كرة القدم.إي يو (الإنجليزية)